# Wes Ball
Wes Ball (ur. 28 października 1980) – amerykański reżyser, grafik i artysta efektów wizualnych. Najbardziej znany z reżyserii filmu Więzień labiryntu z 2014 roku, który był oparty na powieści Jamesa Dashnera. Ball wyreżyserował również dwie kolejne części trylogii: Więzień labiryntu: Próby ognia, który miał premierę 18 września 2015 roku oraz Więzień labiryntu: Lek na śmierć, który ukazał się w kinach 11 stycznia 2018 roku.

## Życiorys

### Edukacja
Wes Ball uczęszczał do Crescent City High School, którą ukończył w 1999 roku. W 2002 roku uzyskał tytuł licencjata na Florida State University College of Motion Picture Arts. W 2003 roku zdobył nagrodę Student Academy Award za film krótkometrażowy pt. A Work in Progress.

### Kariera
Ball rozpoczął swoją karierę filmową w Hollywood od stworzenia krótkometrażowego filmu animowanego pt. Ruin. Obejrzeli go dyrektorzy 20th Century Fox i zaproponowali wyreżyserowanie adaptacji Więźnia labiryntu. Produkcja ta stała się pierwszym filmem fabularnym Wesa Balla. Budżet filmu wynosił 34 miliony dolarów, a przychód wyniósł aż 348 milionów dolarów. Po sukcesie produkcji 20th Century Fox podpisało kontrakt z reżyserem.
Ball był również zaangażowany w reżyserię filmowej adaptacji powieści ilustrowanej pt. Fall of Gods.
W 2017 roku 20th Century Fox zatrudniło Wesa Balla do wyreżyserowania adaptacji powieści Mouse Guard. Autorami scenariusza byli Gary Whitty oraz T. S. Nowlin, a za produkcję odpowiadali Matt Reeves, Ross Richie oraz Stephen Christy. Początek produkcji planowano na maj 2019 roku, ale projekt został wycofany dwa tygodnie przed rozpoczęciem zdjęć.
W grudniu 2019 roku wytwórnie Walt Disney Studios Motion Pictures i Fox zatrudniły Balla do wyreżyserowania nowego filmu z cyklu Planeta małp. Było to związane z tym, że Matt Reeves – reżyser dwóch poprzednich części – był zajęty kręceniem nowej odsłony Batmana.
W maju 2021 roku Ball miał zająć się reżyserią fabularnej adaptacji powieści Michaela Shermana pt. Uciekinier w czasie, a w marcu 2022 roku wyprodukować film oparty na książce H.G. Wellsa.

## Filmografia

### Filmy
Źródło:
| Rok  | Tytuł                            | Rodzaj                          | Gatunek                 | Reżyser | Producent        | Scenarzysta | Montażysta |
| ---- | -------------------------------- | ------------------------------- | ----------------------- | ------- | ---------------- | ----------- | ---------- |
| 2002 | A Work in Progress               | film animowany, krótkometrażowy | familijny               | Tak     | Nie              | Tak         | Tak        |
| 2011 | Ruin                             | film animowany, krótkometrażowy | sci-fi                  | Tak     | Nie              | Tak         | Nie        |
| 2014 | Więzień labiryntu                | film fabularny, pełnometrażowy  | thriller, akcja, sci-fi | Tak     | Nie              | Nie         | Nie        |
| 2015 | Więzień labiryntu: Próby ognia   | film fabularny, pełnometrażowy  | thriller, akcja, sci-fi | Tak     | Tak (wykonawczy) | Nie         | Nie        |
| 2016 | Światła nad Phoenix              | film fabularny, pełnometrażowy  | thriller, sci-fi        | Nie     | Tak              | Nie         | Nie        |
| 2018 | Więzień labiryntu: Lek na śmierć | film fabularny, pełnometrażowy  | thriller, akcja, sci-fi | Tak     | Tak              | Nie         | Nie        |
| 2024 | Królestwo Planety Małp           | film fabularny, pełnometrażowy  | thriller, sci-fi        | Tak     | Nie              | Nie         | Nie        |

### Inna twórczość
Źródło:
| Rok  | Tytuł                                      | Rola                         | Uwagi                             |
| ---- | ------------------------------------------ | ---------------------------- | --------------------------------- |
| 2005 | Wspaniałe pustkowie. Spacer po Księżycu 3D | twórca wstępnej wizualizacji | krótkometrażowy film dokumentalny |
| 2007 | Pirate Master                              | grafik                       | 1 odcinek                         |
| 2008 | Medicine for Melancholy                    | szczególne podziękowania     | -                                 |
| 2011 | Debiutanci                                 | twórca efektów wizualnych    | -                                 |